# میهو تاکدا
میهو تاکدا (انگلیسی: Miho Takeda؛ زادهٔ ۱۳ سپتامبر ۱۹۷۶) ورزشکار شنای موزون اهل ژاپن است.
وی در مسابقات کشوری و بین‌المللی در مجموع برندهٔ ۱ مدال طلا، ۴ مدال نقره، ۱ مدال برنز شده‌است.